# Last Exit (Traffic)
Last Exit, uscito nel maggio del 1969, è il terzo album del gruppo rock inglese dei Traffic.

## Il Disco
Il lavoro contiene brani inusuali e inediti messi insieme dalla Island Records dopo l'iniziale scioglimento della band. L'album guadagnò la 19 posizione nelle classifiche americane del Billboard. Come si evince dalle foto di copertina, il disco è caratterizzato dall'originaria formazione, con Steve Winwood, Jim Capaldi, Chris Wood e Dave Mason, sebbene quest'ultimo in effetti non appaia nella maggior parte delle canzoni.
Just For You venne precedentemente pubblicata nel febbraio del 1968 come lato B di un singolo di Dave Mason (il lato A si intitolava Little Woman), dopo che questi aveva lasciato i Traffic per la prima volta, in seguito all'uscita di Mr. Fantasy. Opportunamente, per il suo utilizzo in quest'album, gli altri membri dei Traffic confermeranno Mason autore di questo brano.
Medicated Goo e Shanghai Noodle Factory erano rispettivamente i lati A e B di un singolo uscito nel dicembre del 1968. Mason non vi appare.
Something's Got A Hold Of My Toe è un pezzo strumentale non concepito all'inizio per la pubblicazione. Non è chiaro come il produttore Jimmy Miller (autore di altri testi dell'album) ne sia ritenuto coautore, dato che primeggiava per le sue frasi spiccatamente umoristiche, mentre di humor vi è appena il titolo.
Withering Tree all'inizio uscì come lato B di Feelin' Alright (settembre 1968), sebbene la versione sull'LP sia leggermente diversa dal singolo. Il nome di Dave Mason non vi compare, anche se probabilmente era ancora nel gruppo al momento della sua registrazione.
Nei due brani live a Fillmore West che completano la seconda metà dell'album non vi è Mason.
L'LP originale statunitense è caratterizzato da una copertina diversa nel disegno il quale rappresenta il gruppo ritagliato nella forma del suo logo.

## Accoglienza
| Recensione | Giudizio |
| ---------- | -------- |
| AllMusic   | [ 2 ]    |

La recensione retrospettiva di AllMusic affermava che Last Exit, benché più flebile dei suoi due predecessori, "non è cattivo come i prodotti tesi a racimolare profitti". Vengono elogiati la maggior parte dei brani composti in sala di registrazione come lavori altamente interessanti, e la coesiva improvvisazione nei brani live.

## Brani
1. Just for You (Dave Mason) – 2:18
2. Shanghai Noodle Factory (Steve Winwood, Jim Capaldi, Chris Wood, Mason, Jimmy Miller, Larry Fallon) – 5:06
3. Something's Got a Hold of My Toe (Winwood, Mason, Miller) – 2:14
4. Withering Tree (Winwood, Capaldi) – 3:04
5. Medicated Goo (Winwood, Miller) – 3:36
6. Feelin' Good (live) (Anthony Newley, Leslie Bricusse) – 10:40
7. "Blind Man" (live) (Deadric Malone, Joseph Scott) – 7:06

## Formazione
- Steve Winwood – organo, piano, basso, voce solista (tranne in Just for You), chitarra in Shanghai Noodle Factory e Medicated Goo
- Jim Capaldi – batteria, percussioni, voce
- Chris Wood – flauto, sassofono, organo
- Dave Mason – chitarra in Just for You e Something's Got a Hold of My Toe, voce solista in Just for You

## Cronologia
| Anno | Tipo | Casa discografica | Catalogo #    |
| ---- | ---- | ----------------- | ------------- |
| 1969 | LP   | United Artists    | UAS-6702      |
| 1988 | CD   | Island            | 7 90925-2     |
|      | LP   | Island            | 422-842 787-1 |
|      | CS   | Island            | 422-842 787-4 |
| 1990 | CD   | Island            | 422-842 787-2 |
| 2001 | CD   | Polygram          | 548540        |
| 2001 | CD   | Island            | 548540        |